# Józef Lewartowski
Józef Lewartowski, właściwie Aron Finkelstein (jidysz: יוסף לעווארטאווסקי; właściwie: אהרן פינקעלשטיין; (ps. „Aron”, „Josyf”, „Stary”) ur. 10 maja 1895 w Bielsku Podlaskim, zm. 25 sierpnia 1942 w Warszawie) – polski polityk komunistyczny i działacz społeczny, współtwórca i jeden z przywódców Bloku Antyfaszystowskiego w getcie warszawskim.

## Życiorys

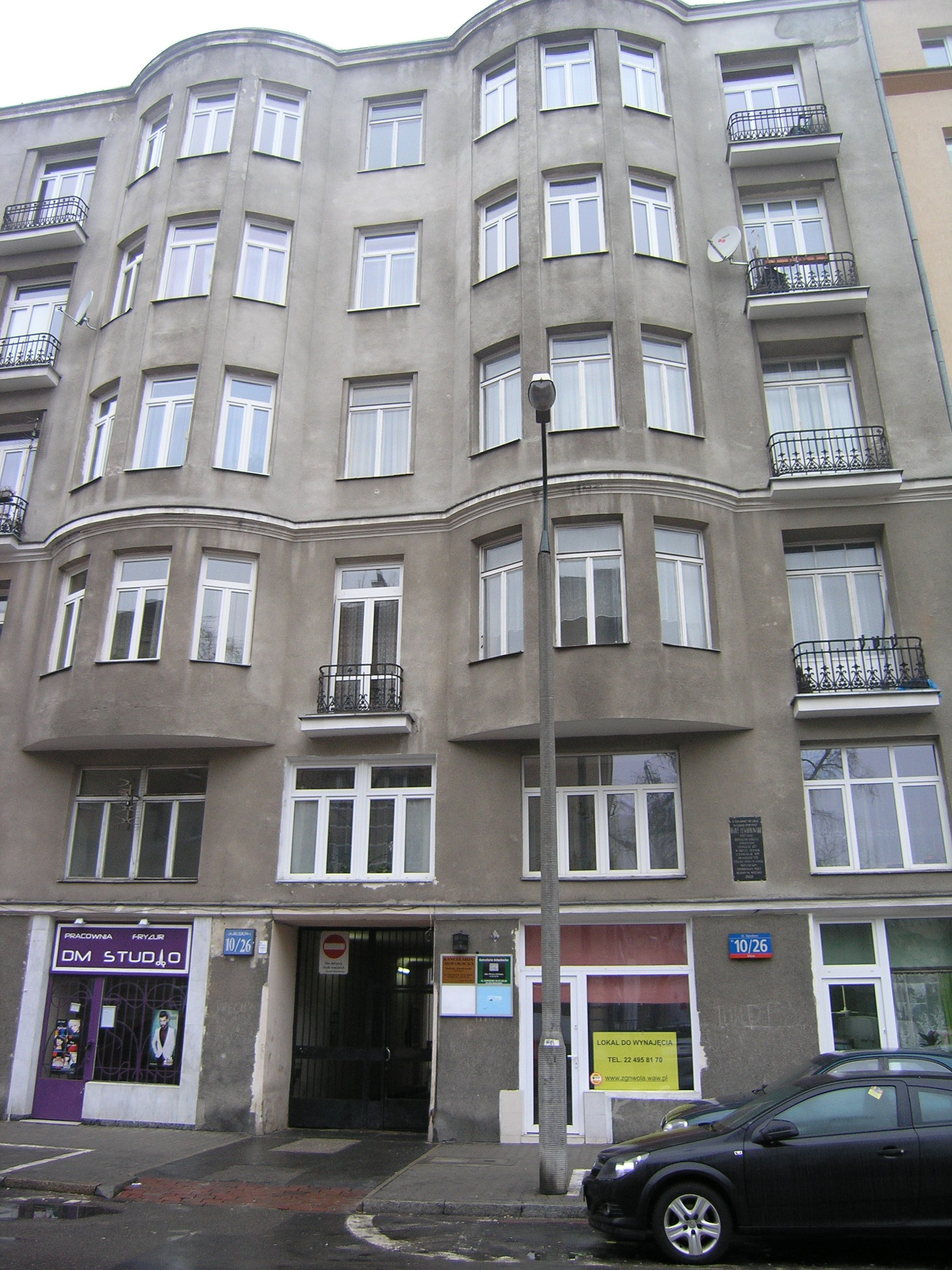
Kamienica przy ulicy Ogrodowej 10/26 w Warszawie, gdzie w latach 1941–1942 mieszkał Józef Lewartowski

Urodził się w ubogiej rodzinie rzemieślniczej mieszkającej w Bielsku Podlaskim. Jego rodzice, Mowsze i Musza ze Sternów, mieli 12 dzieci. Ukończył 4 klasy żydowskiej szkoły początkowej i 2 klasy gimnazjum. W 1911 przerwał edukację i rozpoczął pracę jako urzędnik w kantorze, jednak cały czas się uczył metodą samokształcenia. W latach 1915–1918 pracował przy budowie dróg bitych, organizując pracę robotników tak, by była ona niekorzystna dla Niemców. W 1918 roku wstąpił do Żydowskiej Socjaldemokratycznej Partii Robotniczej „Poalej Syjon”. Kiedy w 1920 Armia Czerwona zajęła Bielsk Podlaski, został członkiem Tymczasowego Komitetu Rewolucyjnego Polski. Jego zadaniem było zorganizowanie administracji władzy radzieckiej w powiecie bielskim.

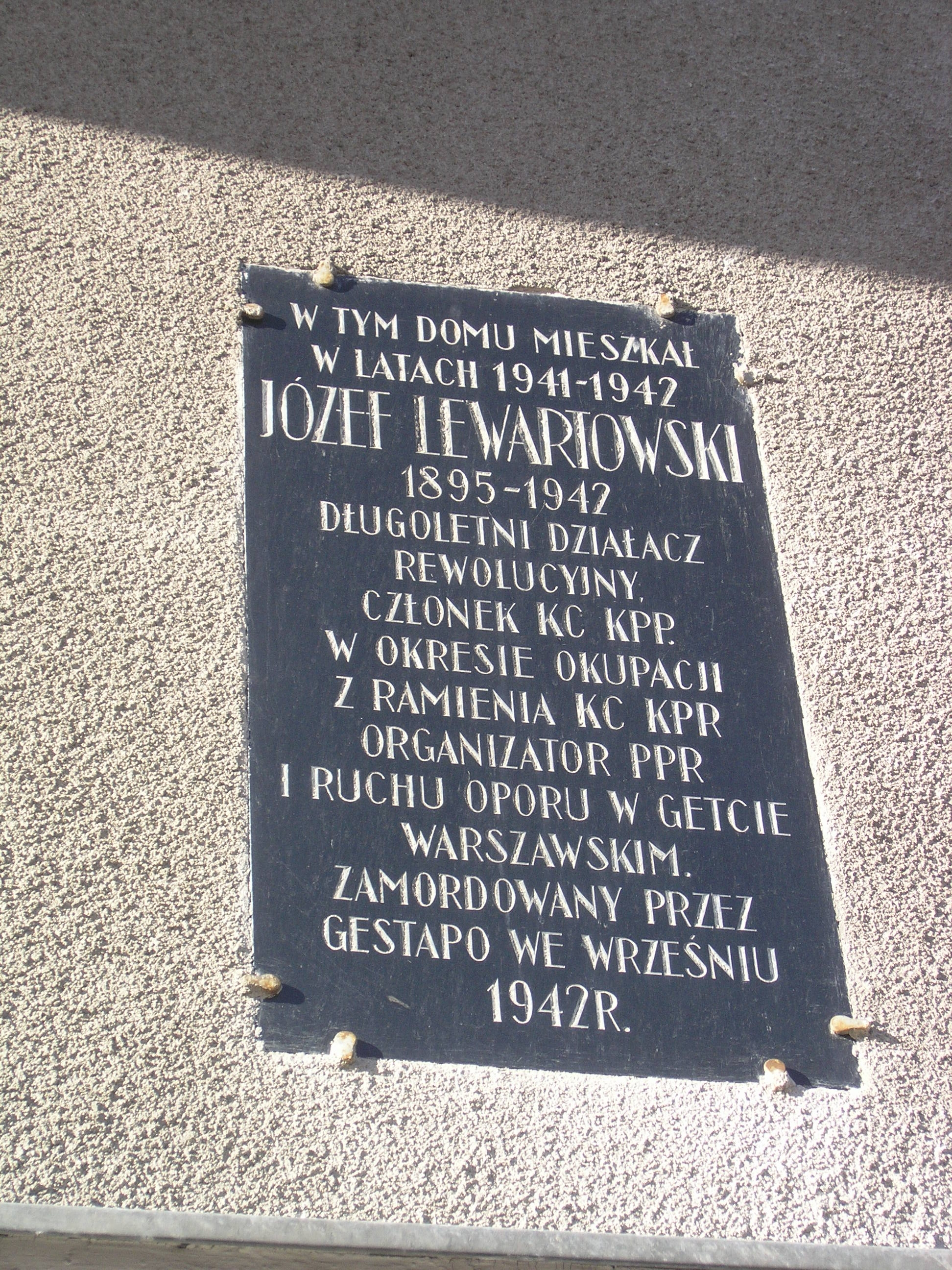
Tablica pamiątkowa na budynku (zdemontowana w czerwcu 2016)

W 1921 wyjechał do Warszawy i związał się z lewym skrzydłem „Poalej Syjon”. Był współorganizatorem Żydowskiej Spółdzielni Wydawniczej „Życie”, wydającej literaturę propagandową. Współtworzył akcję połączenia z Komunistyczną Partią Robotniczą Polski (KPRP; od 1925: KPP). Z jej ramienia powołany został do Centralnego Biura Żydowskiego KPRP, gdzie współorganizował akcje antysyjonistyczne i antyreligijne. W kwietniu 1922 wziął udział w III Konferencji KPRP w Sopocie, a jesienią 1923 w II Zjeździe KPRP pod Moskwą. Zimą 1925 na III Zjeździe KPRP pod Moskwą został zaocznie wybrany do Komitetu Centralnego (KC) tej partii. Pod koniec 1925 aktywnie uczestniczył w IV Konferencji KPP w Moskwie. 19 kwietnia 1926 został aresztowany i we wrześniu 1926 skazany na 3 lata więzienia.
Był aktywnym działaczem komuny więziennej (w styczniu 1928 został jej kierownikiem). W grudniu 1926 współorganizował ucieczkę więźniów politycznych. Po wyjściu na wolność nielegalnie wyjechał do Moskwy, gdzie pracował w Polsko-Nadbałtyckim Sekretariacie Krajowej Międzynarodówki Komunistycznej i wstąpił do Wszechzwiązkowej Komunistycznej Partii (bolszewików). W 1932 wrócił do Polski i objął kierownictwo Centralnej Redakcji KPP. W 1933 był jednym z organizatorów strajków robotniczych przemysłu włókienniczego w Łodzi i Białymstoku.
W 1934 został ponownie aresztowany i skazany na 12 lat więzienia (ostatecznie karę skrócono do 6 lat i 8 miesięcy). W więzieniu w Rawiczu poznał m.in. Alfreda Lampego, Marcelego Nowotkę, Pawła Findera, Bolesława Bieruta i Mariana Buczka, z którymi działał w komunie więziennej. Wyszedł na wolność po 1 września 1939.
Wziął udział w obronie Warszawy. Następnie przedostał się do Białegostoku, gdzie został dyrektorem fabryki włókienniczej. Po napaści Niemiec na ZSRR zorganizował obronę tej fabryki. W latach 1939–1941 współpracował z okupantem sowieckim na ziemiach wschodnich II RP.
Po odprawieniu żony Ruty i syna do ZSRR (po wojnie wrócili do Polski), w końcu 1941 przybył do Warszawy. Trafił do getta, gdzie był jednym z organizatorów Polskiej Partii Robotniczej i pełnił funkcje pełnomocnika KC PPR. W marcu 1942 wspólnie m.in. z Mordechajem Anielewiczem, Josefem Kapłanem oraz Icchakiem Cukiermanem zorganizował w getcie Blok Antyfaszystowski.
Zginął na terenie getta zastrzelony przez Gestapo. Pozostawił żonę Rutę, działaczkę SDKPiL i KPP.
Pośmiertnie odznaczony Krzyżem Grunwaldu III klasy zgodnie z Rozkazem personalnym nr 212 z dnia 18 kwietnia 1945 za udział w Powstaniu w getcie warszawskim 1943.

## Upamiętnienie
Na kamienicy przy ulicy Ogrodowej 10/26 w Warszawie, gdzie w latach 1941–1942 mieszkał Józef Lewartowski, w 1958 została umieszczona pamiątkowa tablica (zdemontowana w czerwcu 2016).
Od 20 marca 1958 jest patronem ulicy w Warszawie na terenie dzielnicy Śródmieście. Został on także upamiętniony na jednym z kamiennych bloków warszawskiego Traktu Pamięci Męczeństwa i Walki Żydów znajdującym się na rogu ulicy Zamenhofa i ulicy swojego imienia.

## Galeria

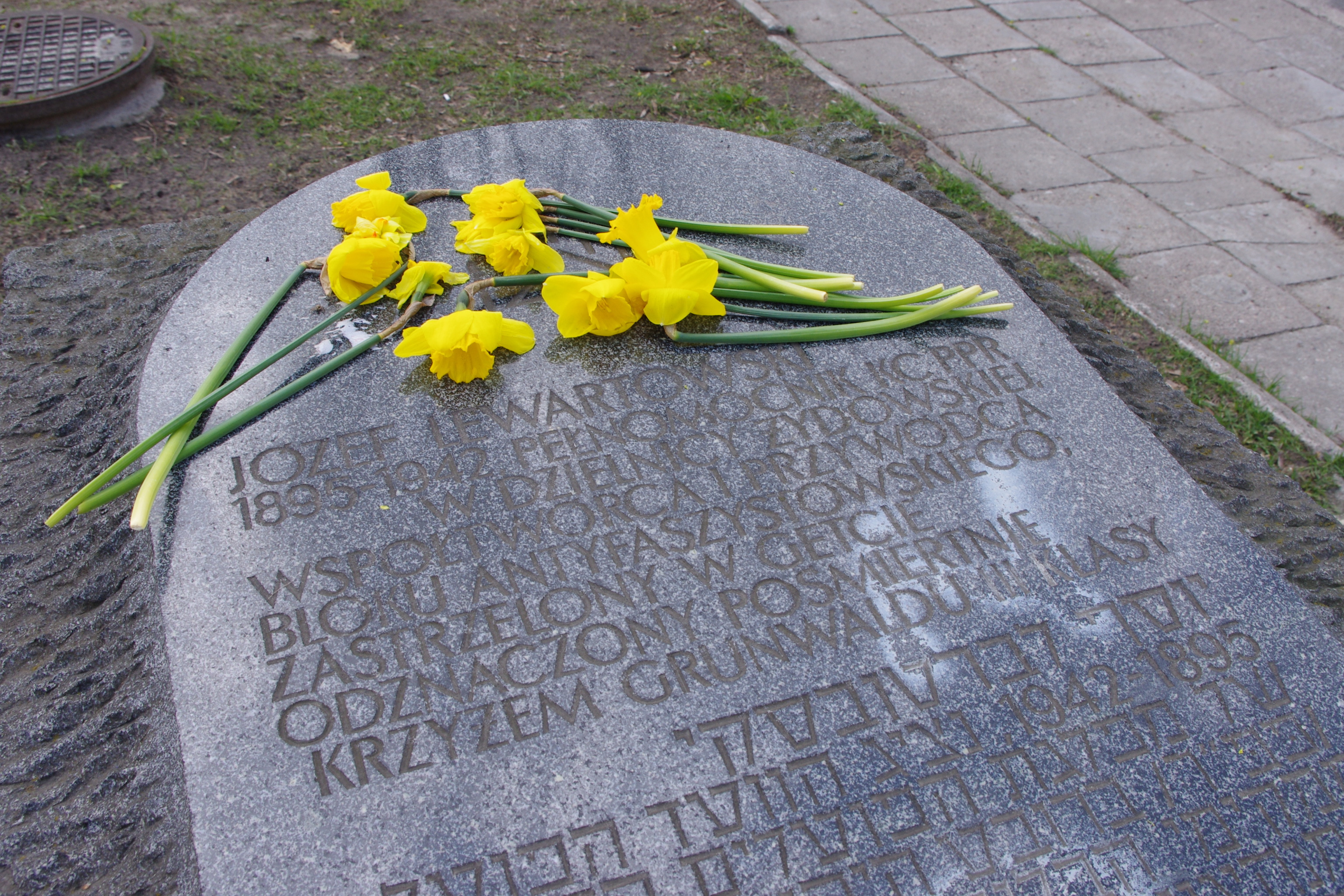
Napis na kamiennym bloku Traktu Pamięci Męczeństwa i Walki Żydów upamiętniającym Józefa Lewartowskiego na rogu ulicy Zamenhofa i Lewartowskiego w Warszawie
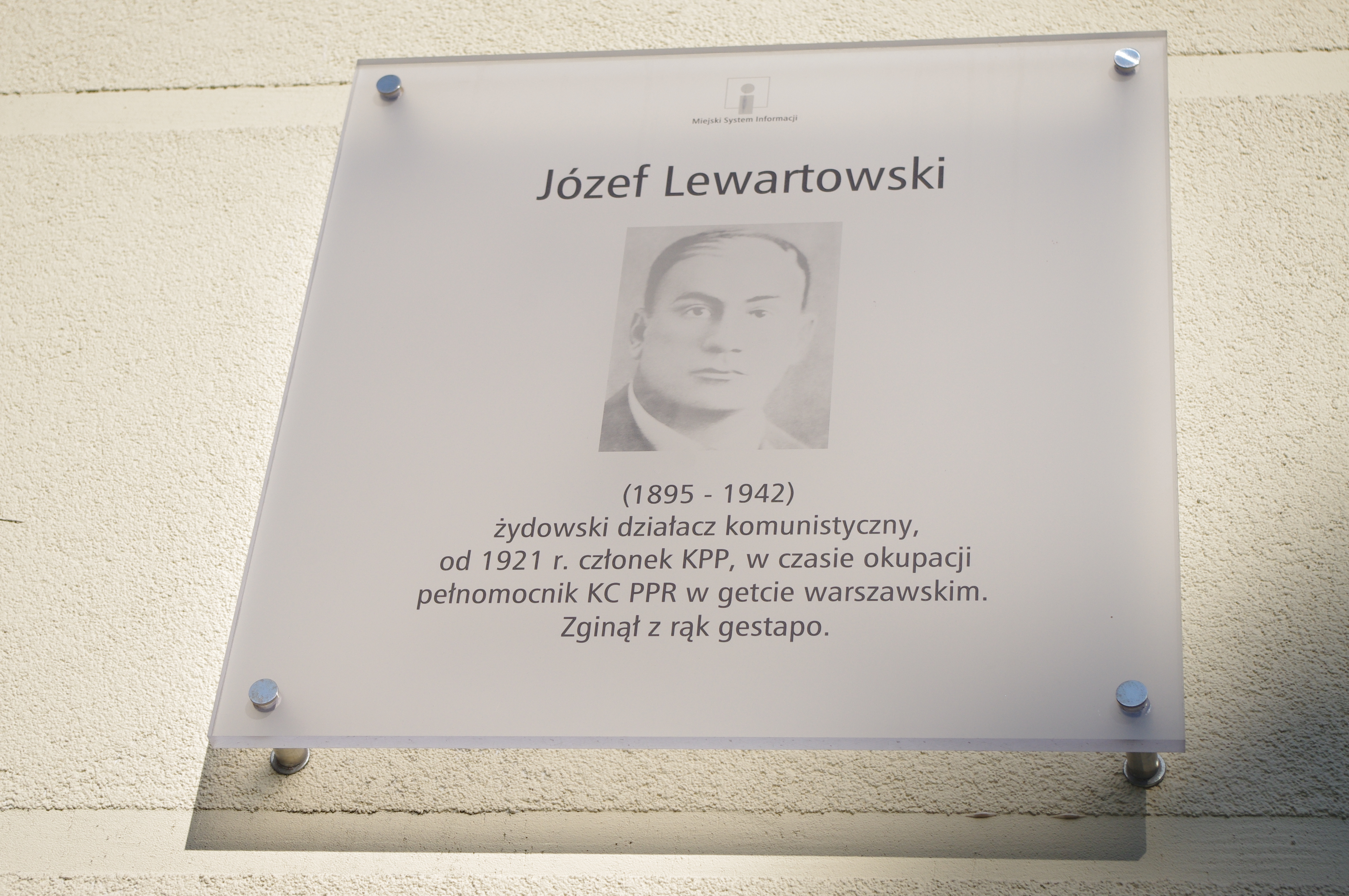
Tablica Miejskiego Systemu Informacji upamiętniająca Józefa Lewartowskiego na budynku przy ul. Lewartowskiego 3/5 w Warszawie